# Messages (Google)
Messages (poprzednio Android Messages) – aplikacja SMS, RCS oraz komunikator internetowy opracowany przez Google dostępny na telefony z systemem Android z dodatkowym interfejsem w przeglądarce. Aplikacja była wydana po raz pierwszy w 2014 roku, a od 2018 roku wspiera protokół RCS.

## Cechy
Aplikacja wspiera protokoły SMS, MMS oraz RCS. Dostępny jest również klient dla przeglądarek oraz zegarków z systemem Wear OS.
Aplikacja została początkowo wydana jako klient SMS, a w 2018 roku została dodana obsługa protokołu RCS. W kwietniu 2020 roku aplikacja osiągnęła 1 miliard pobrań. Dzięki obsłudze protokołu RCS, aplikacja posiada wiele funkcji niedostępnych dla zwykłych klientów SMS takich jak integracja z usługami Google (Kalendarz Google, Asystent Google), możliwość tworzenia konwersacji grupowych czy dokonywania przelewów pieniędzy (jedynie w Stanach Zjednoczonych).
Wsparcie dla szyfrowania od końca do końca zostało wprowadzone w czerwcu 2021 roku, ale wyłącznie jeżeli konwersacja odbywa się między dwoma użytkownikami (nie jest konwersacją grupową), przy czym obaj użytkownicy muszą mieć włączoną funkcję RCS. Wszystkie konwersacje między dwoma użytkownikami są domyślnie szyfrowane z użyciem protokołu Signal.